# Rocky Graziano
Rocky Graziano (* 1. Januar 1919 in New York City, New York als Thomas Rocco Barbella; † 22. Mai 1990 ebenda) war ein US-amerikanischer Boxer italienischer Herkunft. 

## Leben
Graziano holte 1947 in einem Kampf gegen Tony Zale, der 1946 seinen Titel gegen ihn verteidigt hatte, die Weltmeisterschaft im Mittelgewicht. Am 10. Juni 1948 allerdings verlor er diesen Titel wieder, ebenfalls gegen Tony Zale, der ihn in der 3. Runde K. o. schlug.
Am 16. April 1952 wurde er in einem Kampf um den Titel im Mittelgewicht von Sugar Ray Robinson in der 3. Runde auf die Bretter geschickt. Allerdings gab Sugar Ray später in einem Kommentar zu: „No one ever hit me harder than Rocky (Graziano).“
Das Ring Magazine bescheinigte ihm ein großes Kämpferherz („ons of heart“), vermutete aber auch Kontakte zur Boxmafia („well protected and connected“). In seinen insgesamt 83 Profi-Kämpfen siegte er 52 mal durch K. o. 1991 fand Graziano Aufnahme in die International Boxing Hall of Fame.

## Trivia
Im 1956 gedrehten Film Die Hölle ist in mir (Originaltitel: Somebody Up There Likes Me) wurde Graziano von Paul Newman dargestellt.

## Filmografie (Auswahl)
- 1967: Der Schnüffler (Tony Rome)